# Sociedad Civil y Democracia
Sociedad Civil y Democracia (SCD) fue un partido político español fundado por Mario Conde y registrado en el Ministerio del Interior el 20 de junio de 2011. En 2014 entró en crisis al incorporarse la mayoría de sus afiliados y dirigentes a la formación política Vox.

## Historia
SCD fue fundado por Mario Conde, tras su infructuoso paso por el Centro Democrático y Social, y en un principio recibió la migración de militantes del Partido Popular.

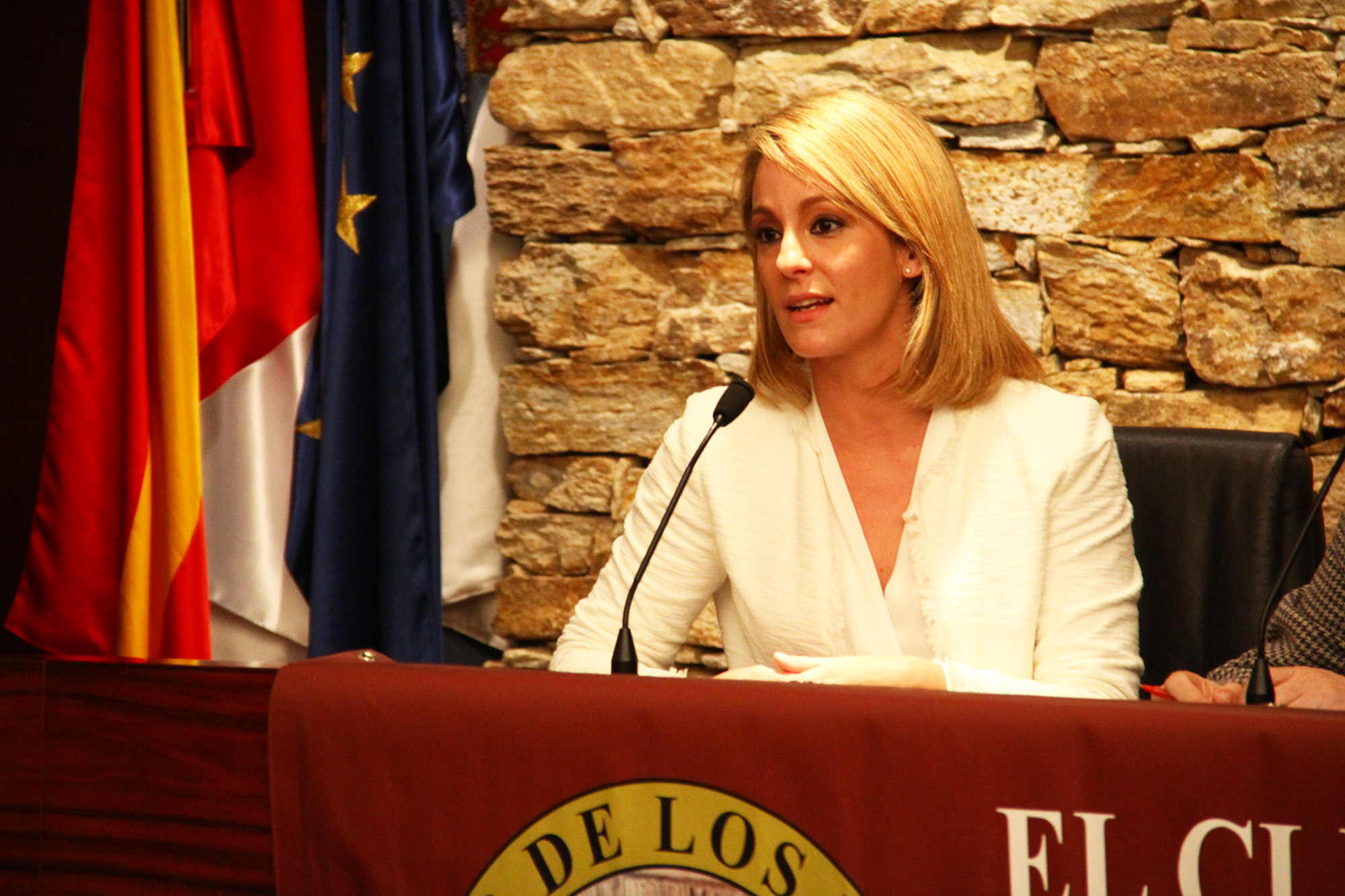
María Jamardo tomó brevemente las riendas del partido tras la salida de Mario Conde

SCD fue señalado como un intento de un populismo protestatario, además de ser acusado de ser un ejemplo de berlusconización de la política española. Se presentó a las elecciones de Galicia del 21 de octubre de 2012, con la candidatura de Mario Conde. Asimismo, Enrique Martí Maqueda fue su cabeza de lista por Orense. El partido consiguió 15 990 votos.
Aunque el partido anunció en su momento que tenía la intención de alcanzar totalmente el territorio nacional y todos los ámbitos inferiores (local, provincial y autonómico), en las elecciones al Parlamento de Cataluña de 2012 pidió el voto para Ciudadanos.
El 21 de mayo de 2013 Mario Conde anunció su despedida de SCD, siendo sustituido por María Jamardo.
En febrero de 2014, tras la dimisión de María Jamardo como presidenta, muchos de sus afiliados se pasaron a la formación política Vox. SDS ya no volvió a presentarse a ninguna otra convocatoria electoral y en las elecciones al Parlamento Europeo de 2014 pidió el voto para Vox.

## Ideología
La formación tenía un fuerte carácter populista y personalista.
Autopresentada como una suerte de emanación de la «sociedad civil» y con aspiraciones a una supuesta tranversalidad ideológica, Xavier Casals adscribe a SCD a una segunda ola populista en España iniciada a partir del 2003. Tuvo una orientación muy liberal en lo económico, influenciado por el que fue su presidente Mario Conde. En el plano territorial, destaca un marcado nacionalismo español que abogaba por la reforma de las comunidades autónomas.